# Equipe francesa na Copa Davis
A equipe francesa na Copa Davis representa a França na Copa Davis, principal competição de tênis masculina por equipes do mundo. É administrada pela Federação Francesa de Tênis.
Conquistou dez títulos, sendo seis até 1932.

## Última escalação
Pela fase de grupos do Finals, em setembro de 2023.
- Arthur Fils
- Ugo Humbert
- Nicolas Mahut
- Adrian Mannarino
- Édouard Roger-Vasselin